# Consejo Nacional Africano Unido
El Consejo Nacional Africano Unido (en inglés: United African National Council) conocido como UANC, es un partido político zimbabuense.

## Historia
El partido fue fundado en 1971 por Abel Muzorewa. Participó por primera vez en las elecciones generales celebradas en 1974, bajo el nombre de Consejo Nacional Africano Independiente, logrando obtener seis de los ocho escaños reservados a los votantes de raza negra.
En 1977, el partido fue renombrado a su nombre actual. Sin embargo, no participaría en las elecciones generales celebradas ese año.
Luego de lograr acuerdos con el régimen de Ian Smith en 1978, ganaría cincuenta y un escaños en las elecciones generales celebradas un año después, causando que Muzorewa pasara a ser primer ministro. Sin embargo, ante la falta de reconocimiento internacional, el gobierno se disolvió en diciembre de 1979, retornando Rodesia a la tutela colonial del Reino Unido, y facilitando su independencia como República de Zimbabue.
El partido participaría en las elecciones generales de 1980, obteniendo solo tres escaños. Posteriormente perdió su representación en las elecciones de 1985, y no la volvería a recuperar. En 1996, el partido se uniría con otros partidos para formar la coalición Partidos Unidos, con el fin de apoyar a Muzorewa como candidato presidencial, aunque este se retiraría de la contienda. La coalición participaría en las elecciones parlamentarias celebradas en 2000, sin lograr obtener un escaño.
El partido participaría en las elecciones celebradas en 2018 y 2023, obteniendo pésimos resultados. En estas últimas, el partido postuló a Gwinyal Murozewa como candidato presidencial.

## Resultados electorales
|  | 67.95 % |

|  | 8.28 % |

|  | 2.31 % |

|  | 0.53 % |